# Seznam madžarskih filozofov
Seznam madžarskih filozofov in družboslovcev.

## B
- Iván T. Berend (1930–) (zgodovinar)
- János Bolyai

## E
- Erzsébet Rózsa
- István Eörsi?

## F
- Ferenc Fehér (1933–1994)
- Sándor Ferenczi (1873–1933) psihoanalitik

## G
- Andrew Joseph Galambos (1924–1997) madž.-ameriški astrofizik in socialni filozof

## H
- Béla Hamvas
- Arnold Hauser (umetnostni in literarni zgodovinar in teoretik)
- Ágnes Heller (1929–2019)

## K
- Lajos Katona (zgodovinar)
- János Kis (1943–)
- Csaba Gy. Kiss (1945–) (zgodovinar ...)
- Béla Köpeczi (1921–2010)
- Zoltán Kodály ?
- László Kontler (zgodovinar)
- Tamás Krausz (zgodovinar)

## L
- Paul Lendvai (1929-) (novinar)
- Imre Lakatos (1922–1974)
- György Lukács (1885–1971)

## M
- (Karl Mannheim 1893–1947)
- György Márkus (1934–2016)
- Maria Renata Márkus (1936–2017) (poljsko-madžarska)
- István Mészáros (1930–2017)
- Erik Molnár (1894–1966)
- Thomas Molnar (1921–2010)

## N
- John von Neumann

## P
- Karl Polanyi [Polányi Károly] (1886–1964) ekonomist, antropolog/sociolog
- Michael Polanyi [Mihály Polányi]

## R
- László Radványi (=Johann-Lorenz Schmidt) (madž.-nemški sociolog, mož Ane Seghers)
- Géza Róheim (antropolog-psihoanalitik)
- László Rudas (1885–1953)

## T
- Gáspár Miklós Tamás (1948–)
- Miklós Tomka (1941-2010) (sociolog religije)

## V
- György Mihály Vajda (1935–)
- Mihály András Vajda (1935–2023)
- Jenő Varga